# Odilia van Salm-Ravenstein

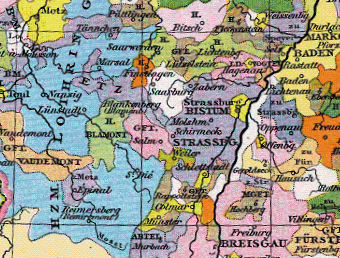
Het graafschap Opper-Salm rond 1400

Odilia van Salm-Ravenstein (Ottilie Margarethe [Odile] de Salm, ook: Odilia van Salm-Ardennen), (Salm?, 1365 – Breda? 22 juni 1428), was gravin van Salm en vrouwe van Born en Sittard. Ze was de dochter van Jan graaf van Salm en Chiny (1335-1386) en Philippa van Kleef-Heinsberg-Valkenburg (1340-1364). Odilia's ouders waren te Sittard getrouwd op 22 mei 1355.
Odilia trouwde rond 1390 met ridder Jan III van Polanen, heer van de Lek, Polanen en Breda, Geertruidenberg en Klundert. Zij kregen één kind, erfdochter Johanna van Polanen. Jan III overleed reeds in 1394, toen Johanna twee jaar oud was. Odilia zou de schoonmoeder worden van de stamvader der Bredase Nassaus, Engelbrecht I van Nassau.

## Afstamming
Odilia's overgrootmoeder Philippa van Gelre was een dochter van Otto, graaf van Gelre en Zutphen (1215-1271) en een zus van Reinoud, graaf van Gelre (1271-1326). Deze Philippa trouwde met Walram III de Rode, heer van Valkenburg en Montjoie (1268-1302) en van Sittard (ca. 1280-1302). Walram III (geboren rond 1254) was een zoon Dirk II van Valkenburg en Bertha van Limburg-Montjoie. Hij volgde in 1268 zijn vader op als heer van Valkenburg. Bij zijn huwelijk (rond 1275) met Philippa schonk graaf Reinoud het paar het dorp Susteren met Diederen. Van zijn oom Walram II de Goede, heer van Montjoie en Sittard, erfde Walram III  ca. 1280 Sittard. In 1294 belegerde Walram Born, waar hij zich rechten toe-eigende. Zo kwamen Susteren, Sittard en Born in één (Valkenburgse) hand.
Uit het huwelijk van Walram III en Philippa werden meerdere kinderen geboren, waaronder Jan heer van Born (1321). Hij werd de grootvader van Odilia.

## Valkenburgse bezittingen

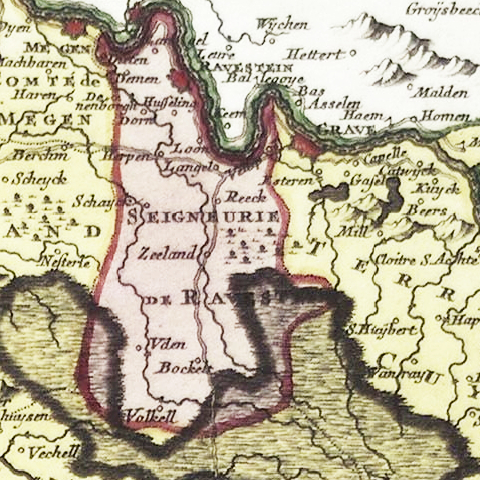
Het Land van Ravenstein 1360 – 1794/1798

Marina van Cuyk, erfdochter van het Land van Herpen (± 1280 – ± 1337), trouwde omstreeks 1324 met Jan I van Heinsberg (1281-1356), ook Jan van Kleef-Heinsberg genaamd, heer van Born, Sittard en Susteren. Zo kwam de heerlijkheid Herpen (voorloper van het Land van Ravenstein) in handen van de familie van Valkenburg. Walram IV van Valkenburg (1339-1378), heer van Ravenstein, Born en Sittard (1356-1365) was de zoon uit dit huwelijk.
Reinoud van Kleef Heinsberg (± 1350-1396) was de zoon uit het tweede huwelijk (1339) van deze Jan van Valkenburg (met Katharina van Voorne, ± 1305-1366). Philippa van Kleef Heinsberg Valkenburg (1340-1364) was de dochter van Jan I uit zijn eerste huwelijk.
Graaf Jan van Salm verkreeg door zijn vrouw Philippa nu ook binnen de Nederlanden bepaalde goederen en rechten, die zij echter spoedig verkochten. Zo ontvingen Jan III van Polanen en Odilia in 1382 het noordelijk deel van het Valkenburgse territorium: Sittard, Born en Susteren, als deel van de bruidsschat van Odilia via Reinoud II van Kleef, heer van Valkenburg en Heinsberg, heer van Born en Sittard, en oomzegger van Reinoud I van Valkenburg. In de huwelijkse voorwaarden van 1382 verklaren Jan, graaf van Salm, Hendrik, graaf van Salm in Oeslingen, en Jans zwager Reinoud II van Valkenburg een bedrag van 4500 gulden schuldig te zijn aan Jan van Polanen. In 1400 verkochten Jan en Odilia dit bezit aan hertog Willem I van Gelre, die vanaf 1393 als 'Willem III' ook hertog van Gulik was. Het bleef vervolgens buiten de Nederlanden tot 1815, toen het definitief weer Nederlands bezit werd. Het vormde de sluitsteen van de nieuwe provincie Limburg. Via het huwelijk met Polanen kwam ook Valkenburg aan het geslacht van Nassau.

## Odilia te Breda
In 1397 stierf Odilia's oudste broer Simon. Haar tweede broer, Jan II van Salm, erfde diens rechten, maar hij wilde de bezittingen uit het moederlijk erfdeel afstoten. In 1401 ging Odilia akkoord met de verkoop van de Limburgse bezittingen aan de hertog van Gelre en Gulik. Anders lag het bij het Brabantse bezit, het Land van Ravenstein, waarbij Odilia de familiebelangen voor haar geslacht wilde bewaken. Dit leidde tot een langdurige familieruzie. De uitkomst was dat Odilia in 1422 met dit Brabantse leengoed werd beleend. Zij stond het echter onmiddellijk af aan haar schoonzoon Engelbrecht van Nassau.

## Trivia
In Breda is er een Odilia van Salmstraat, evenals een Oede van Hoornestraat en een Jan van Polanenkade.